# Anaya lactifera
Anaya lactifera är en insektsart som först beskrevs av Walker 1851.  Anaya lactifera ingår i släktet Anaya och familjen Flatidae. Inga underarter finns listade i Catalogue of Life.